# Бет Тведдл
Елізабет «Бет» Кімберлі Тведдл (англ. Beth Tweddle, 1 квітня 1985) — британська гімнастка, олімпійська медалістка.

## Виступи на Олімпіадах
| Олімпіада   | Дисципліна        | Місце              |
| ----------- | ----------------- | ------------------ |
| Афіни 2004  | абсолютний залік  | 19                 |
| Афіни 2004  | командний залік   | 11 (кваліфікація)  |
| Афіни 2004  | вільні врави      | 30 (кваліфікація)  |
| Афіни 2004  | опорний стрибок   | 71T (кваліфікація) |
| Афіни 2004  | різновисокі бруси | 11T (кваліфікація) |
| Афіни 2004  | колода            | 34T (кваліфікація) |
| Пекін 2008  | абсолютний залік  | 80 (кваліфікація)  |
| Пекін 2008  | командний залік   | 9 (кваліфікація)   |
| Пекін 2008  | вільні врави      | 11 (кваліфікація)  |
| Пекін 2008  | різновисокі бруси | 4                  |
| Лондон 2012 | командний залік   | 6                  |
| Лондон 2012 | вільні врави      | 9 r1/2             |
| Лондон 2012 | різновисокі бруси | 3                  |